# ARMAL
A.R.M.A.L. (Associazione per i rapporti con i movimenti africani di liberazione). Tale organizzazione, creata nel 1965 da Joyce Lussu e Mario Albano, ebbe un ruolo importante di solidarietà con i movimenti di liberazione delle colonie portoghesi (MPLA dell'Angola, PAIGC della Guinea e di Capo Verde, FRELIMO del Mozambico), ma anche con l'African National Congress sudafricano, lo ZAPU dello Zimbabwe,lo SWAPO (Namibia) ed altri.
Nel gennaio 1966 a Pescara organizzò una mostra fotografica di solidarietà con l'MPLA (nel centro ISES, dove, in marzo vi fu un'altra mostra curata da Franco Prattico sulla lotta di liberazione eritrea), alla presenza di Mbeto Traça e, qualche giorno dopo, di Paulo Teixeira Jorge.
Nel 1968 si inserirono in tale organizzazione Stefano De Stefani e la sua compagna Augusta Conchiglia che, qualche tempo dopo, realizzarono un documentario, praticamente sconosciuto in Italia, sulla lotta di liberazione in Angola. 
A cavallo degli anni settanta l'associazione rimase nelle mani di De Stefani e della Conchiglia mentre le componenti di sinistra uscirono quando divenne noto che la società che ne aveva stampato i libri, la LITOPRESS, era in comproprietà di Giovanni Ventura, dirigente del movimento di estrema destra "Ordine Nuovo". 
"Per mezzo della LITOPRESS vi furono diversi tentativi di infiltrazioni nel MPLA: uno fu quello di Ivano Toniolo, ordinovista padovano del gruppo Freda e Ventura che ebbe un ruolo di primo piano nella strategia di piazza Fontana.Toniolo si "rifugiò" in Angola nel 1982 e scomparve.